# Делицын, Пётр Спиридонович
Пётр Спиридонович Делицын (1795, Москва —1863, Сергиев Посад) — протоиерей русской православной церкви, профессор Московской духовной академии; математик, цензор, переводчик.

## Биография
Родился 16 (27) июня 1795 года в семье московского священника Зарина, служившего в Знаменской церкви в Переяславской ямской слободе. Считается, что фамилию Делицын ему дали при поступлении в учебное заведение, поскольку он был утешением (лат. Deliciae) своих родителей. В 1804—1814 годах он учился в Московской славяно-греко-латинской академии, где развились его интерес и способности к математике. В 1814 году он в числе девятнадцати учащихся закрывающейся академии был зачислен в новую Московскую духовную академию.
Будучи студентом, Делицын образовал с товарищами «студенческое ученое общество» «Учёные беседы», в котором был избран «совещателем» (лицо, к которому являлись обязательно для совещания, со своими учёными работами, члены общества). Изучая математику у профессоров В. И. Кутневича и А. И. Тяжелова, он заинтересовался выполнением переводов.
В 1818 году он окончил курс академии первым магистром и был оставлен при академии бакалавром по классу физико-математических наук, которые он преподавал в течение 45 лет, до самой своей смерти; с августа 1822 года был ординарным профессором физико-математических наук академии. Кроме этого он преподавал языки: немецкий (1818—1820) и французский (1820—1822 и 1833—1860). В 1833 году он был рукоположен в священника к церкви московского Вознесенского женского монастыря и к 1841 году был возведён в сан протоиерея. С 1820 года он состоял членом академической конференции и членом-ревизором подведомственных академии семинарий; в 1836—1863 годах состоял членом духовно-цензурного комитета.
С 1843 года, когда московской академией было предпринято издание журнала «Творения святых Отцов церкви в русском переводе», был назначен членом комитета при редакции. Перевод стал его любимым занятием; он «и сам переводил, и редактировал переводы других». Переводы Делицына отличаются большой близостью к подлиннику, что не способствовало гладкости и правильности русской речи. В конце 1850-х годов Делицын, по поручению Святейшего Синода, занимался пересмотром прежнего русского перевода Библии.
Из его трудов были изданы переводы: «Беседы св. Иоанна Златоуста на послание к Римлянам» (М. 1839); «Богословие св. Иоанна Дамаскина» (М. 1844); под его редакцией и при его деятельном участии изданы 46 томов переводов творений Святых отцов: Василия Великого, Афанасия Александрийского, Кирилла Иерусалимского, Ефрема Сирина, Григория Нисского, блаженного Феодорита, Исидора Пелусиота, Нила Синайского, Макария Египетского, Исаака Сирина, Григория Богослова, Епифания Кипрского и Иоанна Лествичника. Были также изданы «Слова и беседы прот. П. С. Делицына» (М., 1864).
Как многочисленные его переводы древних классиков, так и составленные им курсы алгебры, тригонометрии, механики, математики, географии и пасхалии, не были им изданы из-за недостатка средств.
Будучи духовным цензором, Делицын не только был чужд излишнего ригоризма, но часто являлся помощником и сотрудником авторов, о чем свидетельствует история с сочинением Руднева «О ересях и расколах в русской церкви», которое могло выйти в свет только благодаря его содействию.
Был награждён орденами Св. Анны 2-й степени (1849; императорская корона к ордену — в 1856) и Св. Владимира 3-й степени (1858).
Имел трёх сыновей: Пётр, преподаватель Вифанской духовной семинарии; Димитрий, священник московской церкви Воскресения в Барашах; Василий, диакон московской церкви Успения в Кожевниках.
Умер 30 ноября (12 декабря) 1863 года в Сергиевом Посаде. Пхоронен на кладбище в Троице-Сергиевой лавре.